# Giorgio III di Erbach-Breuberg
Giorgio III di Erbach-Breuberg (Erbach, 15 luglio 1548 – Erbach, 26 febbraio 1605) fu conte di Erbach in Lauterbach e Breuberg.
Egli era il quinto e più giovane figlio, ma unico maschio, di Eberardo XII, conte di Erbach-Freienstein, e di Margherita di Salm, figlia a sua volta del conte Filippo di Salm, wildgravio e renegravio di Dhaun.

## Biografia
Attorno al 1560 l'Elettore Palatino infeudò Giorgio III, in condominio con il padre e lo zio Valentino II, conte di Erbach-Schönberg, del distretto di Wildenstein.
Alla morte dello zio Giorgio II, conte di Erbach-Reichenberg, avvenuta nel 1569, Giorgio III riunì tutti i possedimenti famigliari del casato. Tra le proprietà che ereditò degno di nota è il castello di Reichenberg, che egli convertì in una fortezza di stile rinascimentale. Tra il 1588 ed il 1590 egli fece ampliare anche il castello di Fürstenau, che divenne la sede del suo governo.
Giorgio III morì ad Erbach all'età di cinquantasei anni e venne sepolto nella chiesa di Michelstadt, dove nel 1678 verrà costruita una tomba di famiglia per i Conti di Erbach. I figli maschi sopravvissuti di Giorgio III si spartirono i territori ereditati dal padre:
- Federico Magno ereditò Fürstenau e Reichenberg;
- Giovanni Casimiro ereditò Breuberg e Wildenstein;
- Luigi I ereditò Erbach e Freienstein;
- Giorgio Alberto I ereditò Schönberg e Seeheim.

Ulteriori spartizioni di territori si ebbero successivamente, alla morte senza discendenti maschi di Federico Magno, Giovanni Casimiro e Luigi I; in ultima istanza i possedimenti famigliari vennero ricompattati nelle mani di Giorgio Alberto I nel 1643.

## Matrimoni e discendenza
Il 27 luglio 1567 Giorgio III sposò Anna Amalia (ca. 1551 - 13 luglio 1571), figlia del conte Giovanni IX di Sayn e di Anna di Hohenlohe-Waldenburg. La loro unione non generò discendenza.
Il 15 luglio 1572 Giorgio III sposò in seconde nozze con Anna (11 aprile 1557 - 8 dicembre 1586), figlia di Federico Magnus I di Solms-Laubach e di Agnese di Wied; la moglie gli diede dodici figli:
- Agnese Maria (1573 - 1634), sposò Enrico XVIII di Reuss-Greiz;
- Eberardo (nato e morto nel 1574);
- Federico Magno (1575 - 1618) sposò in prime nozze Cristina d'Assia-Darmstadt ed in seconde nozze Giovanna Enrichetta di Oettingen-Oettingen;
- Margherita (1576 - 1635), sposò il conte Luigi Eberardo di Oettingen-Oettingen;
- Anna Amalia (1577 - 1630), sposò il conte Federico I di Salm-Neufville, wild- e renegravio di Dhaun; in seconde nozze sposò Emilio IV di Daun-Falkenstein;
- Elisabetta (1578 - 1645), sposò Enrico II di Limpurg-Sontheim;
- Luigi I (1579 - 1643), sposò la contessa Giuliana di Waldeck-Wildungen; rimasto vedovo sposò Giovannetta di Sayn-Wittgenstein;
- Agata (1581 - 1621), sposò Giorgio Federico di Baden-Durlach;
- Anna (1582 - 1650), sposò il conte Filippo Giorgio di Leiningen-Dagsburg-Falkenburg;
- Maria (1583 - 1584);
- Giovanni Casimiro (1584 - 1627);
- Barbara (1585 - circa 1591).

A Greiz, l'11 novembre 1587, Giorgio III si sposò nuovamente con Dorotea (28 ottobre 1566 - 26 ottobre 1591), figlia di Enrico XV di Reuss, signore di Greiz-Obergreiz, e di Maria Salomè di Oettingen. Ebbero tre figli:
- Dorotea Sabina (1588 - 1589);
- Giorgio Enrico (1590 - 1591);
- Maria Salomè (nata e morta nel 1591).

Il 2 agosto 1592, a Korbach, Giorgio III sposò Maria (8 aprile 1563 - 29 dicembre 1619), già vedova del conte Giosia I di Waldeck e figlia di Alberto X di Barby-Mühlingen e di Maria di Anhalt-Zerbst. Dalla loro unione nacquero sei figli:
- Dorotea (1593 - 1643), sposò Ludovico Eberardo di Hohenlohe-Waldenburg-Pfedelbach e Gleichen;
- Federico Cristiano (nato e morto nel 1594);
- Cristina (1596 - 1646), sposò il conte Guglielmo di Nassau-Siegen in Hilchenbach;
- Giorgio Alberto I (1597 - 1647), sposò Maddalena di Nassau-Dillenburg; in seconde nozze sposò Anna Dorotea di Limpurg-Gaildorf e in terze nozze la contessa Elisabetta Dorotea di Hohenlohe-Schillingsfürst;
- Elisabetta Giuliana (1600 - 1640), sposò in prime nozze il conte Giorgio Ludovico di Löwenstein-Scharfeneck ed in seconde nozze Johan Banér;
- Luisa Giuliana (1603 - 1670), sposò il conte Ernesto di Sayn-Wittgenstein-Sayn.[1]